# Springer (skak)
 For alternative betydninger, se Springer. (Se også artikler, som begynder med Springer)
|   | a  | b  | c  | d  | e  | f  | g  | h  |   |
| 8 | a8 | b8 | c8 | d8 | e8 | f8 | g8 | h8 | 8 |
| 7 | a7 | b7 | c7 | d7 | e7 | f7 | g7 | h7 | 7 |
| 6 | a6 | b6 | c6 | d6 | e6 | f6 | g6 | h6 | 6 |
| 5 | a5 | b5 | c5 | d5 | e5 | f5 | g5 | h5 | 5 |
| 4 | a4 | b4 | c4 | d4 | e4 | f4 | g4 | h4 | 4 |
| 3 | a3 | b3 | c3 | d3 | e3 | f3 | g3 | h3 | 3 |
| 2 | a2 | b2 | c2 | d2 | e2 | f2 | g2 | h2 | 2 |
| 1 | a1 | b1 | c1 | d1 | e1 | f1 | g1 | h1 | 1 |
|   | a  | b  | c  | d  | e  | f  | g  | h  |   |

Springeren er en brik i det strategiske brætspil skak. På grund af brikkens udformning som et mere eller mindre stiliseret hestehoved kaldes den ofte en "hest". Hver spiller begynder spillet med to springere på deres første række, placeret mellem tårnene og løberne. I algebraisk notation står springerne altså på felterne b1 og g1, henholdsvis b8 og g8.
Springerens bevægelse er usædvanlig blandt skakbrikkerne, idet den flyttes efter reglen: "To felter frem og et til siden". Det gælder i alle retninger. Hvis man tænker sig et rektangel på 3×2 felter, flytter springeren alså fra et hjørne til det diagonalt modsatte. På diagrammet til venstre ses, hvorledes en springer midt på brættet har 8 mulige felter at flytte til. Bemærk, at en springer skiftevis vil komme til at stå på et hvidt og et sort felt. Den kan derfor ramme alle felter på brættet i modsætning til en løber, som kun bevæger sig på felter af én farve.
Springeren slår på samme måde, som den flytter og kan altså slå en modstander-brik, som står på et felt, springeren kan gå til. Desuden kan springeren som den eneste skakbrik "springe over" andre brikker – både ens egne og modstanderens. Hvis en springer truer en brik, er man derfor afskåret fra at undvige truslen ved at sætte en anden brik imellem.
De fleste skakbrikker har størst virkefelt, når de står tæt på brættets centrum. Det gælder i særdeleshed for en springer. Som vist på de to små diagrammer nedenfor rammer en springer kun 4 felter, hvis den står på kanten af brættet, og kun to felter, hvis den står i et af hjørnerne. Dels er den altså mindre virksom på disse steder, dels har den færre steder at flygte til, hvis den trues.
Den tyske skakstormester Dr. Tarrasch, som har udformet mange pædagogiske regler for praktisk skak, udtrykte ulemperne ved en springer på et randfelt således: "Ein Springer am Rande ist eine Schande" – frit oversat: "En springer på randen kommer altid på spanden". Dette forstærkes af, at en springer skal bruge mange træk til at komme fra en side af brættet til den anden. Derimod kan den hurtigere gribe på en af fløjene fra en position i centrum af brættet.
En springer er den eneste brik, som kan angribe en dronnning uden selv at være truet af denne.
Den trues heller ikke af en konge, et tårn eller en løber, som den selv angriber. Dette gør den særdeles velegnet til at etablere en gaffel.
|   | a  | b  | c  | d  | e  | f  | g  | h  |   |
| 8 | a8 | b8 | c8 | d8 | e8 | f8 | g8 | h8 | 8 |
| 7 | a7 | b7 | c7 | d7 | e7 | f7 | g7 | h7 | 7 |
| 6 | a6 | b6 | c6 | d6 | e6 | f6 | g6 | h6 | 6 |
| 5 | a5 | b5 | c5 | d5 | e5 | f5 | g5 | h5 | 5 |
| 4 | a4 | b4 | c4 | d4 | e4 | f4 | g4 | h4 | 4 |
| 3 | a3 | b3 | c3 | d3 | e3 | f3 | g3 | h3 | 3 |
| 2 | a2 | b2 | c2 | d2 | e2 | f2 | g2 | h2 | 2 |
| 1 | a1 | b1 | c1 | d1 | e1 | f1 | g1 | h1 | 1 |
|   | a  | b  | c  | d  | e  | f  | g  | h  |   |

Værdien af en springer er nogenlunde den samme som værdien af en løber, idet begge sættes til en værdi på ca. 3 bønder. Selvom løberen kan trække langt, rammer den som nævnt kun halvdelen af brættets felter, mens springerens kortere rækkevidde ofte opvejes af, at den kan ramme alle felter. Dens evne til at springe over andre brikker gør den stærkere i starten af spillet, hvor der er mange brikker på brættet, og dette giver samtidig flere muligheder for at udføre eller true med gafler. I slutspil afhænger dens relative styrke i forhold til løberen af, om der er bønder på begge sider af brættet eller ikke. Med bønder på begge sider er den svagest på grund af dens korte rækkevidde.
Fjendtlige bønder er særdeles gode til at true en springer, fordi de kan gøre det uden selv at være truet af den. Af denne grund er det fordelagtigt, hvis springeren kan placeres i et hul i den fjendtlige stilling, hvor den ikke kan trues af fjendtlige bønder. Diagrammet til højre viser en sådan favorabelt placeret springer på feltet d5 og dækket af bonden på e4. I denne stilling er den stærkere end løberen på g7. En anden pædagogisk læresætning fra dr. Tarrasch lyder: "En springer inde i modstanderens stilling, som er dækket af en bonde og ikke kan angribes af en bonde, er stærkere end en løber og næsten lige så stærk som et tårn".
Springerens evne til at hoppe over andre brikker ligger bag dens evne til at etablere en kvalt mat, hvor kongen bliver fanget mellem sine egne brikker.
Det simple slutspil konge og springer mod en enlig konge er remis. Heller ikke en konge og to springere kan vinde tvangsmæssigt mod en konge. Mærkværdigvis ændrer dette sig, hvis modstanderen også har en bonde – så vinder de to springere i mange varianter, men spillet er særdeles vanskeligt og ender ofte i remis ved at overskride 50-træks reglen. Diagrammet til højre viser en partislutning, hvor det lykkes hvid at vinde et sådant slutspil.
Ellers skal der hele tre springere og en konge til at sætte mat, hvilket selvsagt kræver at der er undervejs er sket en bondeforvandling til en springer. En konge kan sammen med en løber og en springer sætte en enlig, fjendtlig konge mat.